# Детонаційна стійкість
Детонаці́йна стійкі́сть пального — параметр, що характеризує здатність вуглеводневого пального протистояти самозайманню при стисненні. Є однією з найважливіших кількісних характеристик якості пального, на основі якої визначається його сортність і придатність до використання у двигунах тієї чи іншої конструкції.
Мірою детонаційної стійкості рідинних палив є октанове число для бензинів і цетанове число для дизельних палив, для газоподібних палив (природний газ, пропан, бутан тощо) використовується метанове число. Кількісне значення чисел, що характеризують детонаційну стійкість палив визначають на спеціальному вимірювальному устаткуванні, при спалюванні досліджуваних проб.

## Детонаційна стійкість бензинів
Висока детонаційна стійкість бензинів забезпечує їх нормальне спалювання на всіх режимах експлуатації двигуна. При стисненні робочої суміші, температура і тиск підвищуються, і починається окислення вуглеводнів, яке інтенсифікується після займання суміші. Якщо вуглеводні незгорілої частини палива мають недостатню стійкість до окиснення, починається інтенсивне накопичення перекисних сполук, а потім — їх вибуховий розпад. При великій концентрації перекисних сполук, відбувається тепловий вибух, що викликає самозаймання пального.
Самозаймання частин робочої суміші перед фронтом вогню призводить до вибухового запалювання залишків палива — до так званого «детонаційного згоряння», «детонації». Детонація викликає перегрівання, підвищений знос, або навіть локальні руйнування двигуна, а також супроводжується різким характерним звуком, падінням потужності, збільшенням димності вихлопу. На виникнення детонації впливають склад бензину та конструктивні особливості двигуна.
Оцінювання антидетонаційних властивостей бензину проводиться методом порівняння їх з двома еталонними сполуками — ізооктаном (2,2,4-триметилпентаном), октанове число якого дорівнює 100, і н-гептаном з октановим числом 0. Змішуванням ізооктану з н-гептаном у різних співвідношеннях отримують проміжні значення октанових чисел (ОЧ) від 0 до 100 одиниць. Октанове число виражаєтся відсотковим співвідношенням ізооктану у суміші с н-гептаном, яка при стандартних умовах випробувань детонує так само, як і контрольований бензин.

## Детонаційна стійкість дизельних палив
Для дизельних двигунів, які працюють за рахунок самозаймання робочої суміші від стиснення, детонаційна стійкість палива повинна бути навпаки достатньо низькою, щоб забезпечити нормальний робочий цикл.
Здатність палива займатися при стисненні визначає період затримки займання суміші (проміжок часу від уприскування палива в циліндр до початку його горіння) і виражається характеристикою, що позначається як «цетанове число» (ЦЧ). Чим вищим є цетанове число, тим меншою є затримка, і тим спокійніше і плавніше горить паливна суміш.
Цетанове число дизельних палив є аналогом октанового числа бензинів і характеризує здатність до самозаймання при стисненні. За еталон для його визначення приймають гексадекан (цетан, С16Н34), цетанове число якого приймається за 100, і α-метилнафталін, що має цетанове число 0). Цетанове число чисельно відповідає об'ємному вмісту цетану у його суміші з α-метилнафталіном, яка при стандартних умовах випробування є рівноцінною за самозайманням до пального, що випробується.

## Детонаційна стійкість газових палив
Антидетонаційні властивості палива, що за нормальних умов перебуває у газоподібному стані, характеризують метановим числом (МЧ).
Метан є газом досить стійким до детонації і його МЧ прийнято рівним 100. Водень, навпаки, має низькі антидетонаційні властивості, і його МЧ прийнте рівним 0. Число дорівнює вмісту (у відсотках за об'ємом) метану в його суміші з воднем, при якому ця суміш еквівалентна по детонаційній стійкості досліджуваному паливу в стандартних умовах випробувань.
МЧ природного газу може становити 70…100, рудникового газу — 100…120, біогазу — 120…135, газу у сховищах відходів, що містить велику кількість CO2 та N2 — 130…150.